# Hastsal
Hastsal è una suddivisione dell'India, classificata come census town, di 85.848 abitanti, situata nel distretto di Delhi Ovest, nello territorio federato di Delhi. In base al numero di abitanti la città rientra nella classe II (da 50.000 a 99.999 persone).

## Geografia fisica
La città è situata a 28° 38' 04 N e 77° 03' 11 E.

## Società

### Evoluzione demografica
Al censimento del 2001 la popolazione di Hastsal assommava a 85.848 persone, delle quali 47.420 maschi e 38.428 femmine. I bambini di età inferiore o uguale ai sei anni assommavano a 15.614, dei quali 8.188 maschi e 7.426 femmine. Infine, coloro che erano in grado di saper almeno leggere e scrivere erano 54.689, dei quali 33.755 maschi e 20.934 femmine.